# Mecyna syriasalis
Mecyna syriasalis là một loài bướm đêm trong họ Crambidae.